# Губернатор Пномпеня
Губернатор Пномпеня (кхмер. អភិបាលរាជធានីភ្នំពេញ) — высшее должностное лицо муниципалитета Пномпень, является главой исполнительной ветви государственной власти. Губернатор, также как и мэр Пномпеня, назначается сроком на пять лет. С 14 апреля 2013 года эту должность занимает Кхыонг Сренг, член Народной партии Камбоджи.

## История
В годы правления Красных Кхмеров с 1975 по 1979 год Пномпень находился под контролем правительства Демократической Кампучии. Данных о губернаторе или градоначальнике за этот период не сохранилось, известно лишь то, что город находился под непосредственным управлением ЦК Компартии Кампучии.

## Список губернаторов (с 1941 года)
| Имя            | Период       |
| -------------- | ------------ |
| Нхек Тиулонг   | ?            |
| Меач Кун       | ?            |
| Теп Пхан       | ?            |
| Ун Тро Моч     | ?            |
| Ы Туй          | ?            |
| Унг Хеам       | ?            |
| Чхай Ким Хонг  | ?            |
| Ху Ханг Сим    | ?            |
| Канг Сарин     | 1979—1980    |
| Чан Вен        | 1980—1982    |
| Кео Ченда      | 1982—1985    |
| Тхонг Кхон     | 1985—1990    |
| Хок Лунди      | 1990—1992    |
| Сим Ка         | 1992—1993    |
| Чхим Сиек Ленг | 1993—1998    |
| Чеа Сопхара    | 1998—2003    |
| Кеб Чутема     | 2003—2013    |
| Па Сочетвонг   | 2013 — 2018  |
| Кхыонг Сренг   | 2018 — н. в. |